# Sweelpop
Sweelpop is een muziekfestival dat jaarlijks in Zweeloo wordt georganiseerd. Het is onderdeel van de Jongerendag, in welk kader ook een rommelmarkt, de verkiezing van de sterkste man van Zweeloo en andere activiteiten worden georganiseerd.
De eerste jongerendag werd in 1982 georganiseerd, met Herman Brood als muzikale attractie. In 1986 werd de jongerendag omgedoopt tot Sweelpop, en vanaf 1987 verviel het middagprogramma wegens gebrek aan belangstelling. Met ingang van 1996 worden twee podia gebruikt, tussen de 'grotere' acts speelt een top-40 band de intermezzo's op het kleine podium.

## Artiesten

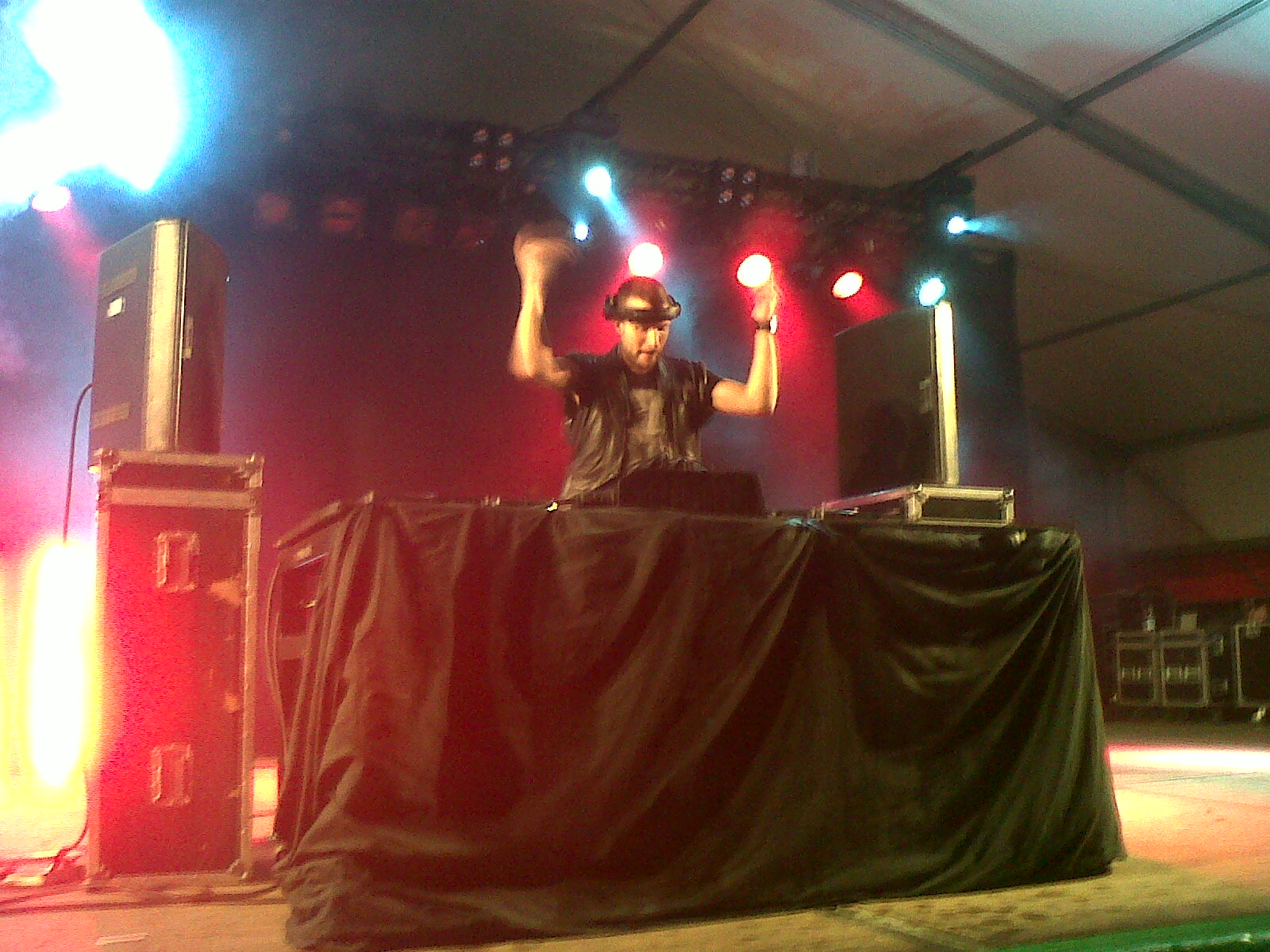
Don Diablo tijdens Sweelpop 2011

De artiesten en groepen die in de loop der jaren optraden op Sweelpop zijn:
- 5th Wheel (2014)
- Anouk (1999, 2004)
- Balance (1997)
- Band zonder banaan (2006, viel in voor I.O.S. (2008)
- Beef! (2005)
- Beethoven (2008)
- Ben Saunders (2011)
- Birgit (2002)
- BLØF (2002)
- Boris (2004)
- Herman Brood (1982, 1984, 1988)
- Circus Custers (1986)
- DI-RECT (2003, 2005, 2009)
- De Dijk (1985, 1992)
- Don Diablo (2011)
- Example (1996)
- Mark Foggo (1984)
- Fox the Fox (1985)
- Frank Boeijen (2009)
- René Froger (1998)
- Golden Earring (1991, 1995)
- Ilse de Lange (2007)
- Intwine (2003)
- I.O.S. (1998, moest in 2006 afzeggen in verband met ziekte van zanger Joost Marsman) (2007)
- K's Choice (2001)
- Kane (2000, 2006, 2008)
- De Kast (1997)
- Kobus en de Rokkers ()
- Klein Orkest (1985)
- Krezip (2003)
- Leaf (2008)
- Loïs Lane (2003)
- Guus Meeuwis (1996, 2005)
- Melrose (2009)
- Miss Montreal (2009)
- Handsome Poets (2011)
- Harry Muskee (1990, 1992)
- Navarone (2015)
- Never Mind (2003)
- New Adventures (1983)
- Nick & Simon (2008)
- Niels Geusebroek (2014)
- Party Animals (1996)
- Pater Moeskroen (1997)
- Bart Peeters and the Radios (1994)
- Racoon (2002, 2006)
- reality (1986)
- Rigby (2010)
- Room Eleven (2009)
- Rowwen Hèze (1993, 2001, 2009)
- The Scene (1993) (in 2007 als Behind The Scene)
- Skik (1996, 2000)
- Harry Slinger (1994)
- Soulvation (2004)
- Ten Sharp (1996)
- The Sheer (2007)
- Time Bandits (1987)
- Total Touch (1997)
- Lee Towers (1994)
- Trots (2006)
- Van Dik Hout (1996, 2000, 2004, 2014)
- VanVelzen (2007)
- Vangrail (2007)
- Volumia! (1999)
- Waylon (2010)
- Within Temptation (2005)